# Troianul
Troianul – wieś w Rumunii, w okręgu Teleorman, w gminie Troianul. W 2011 roku liczyła 2753 mieszkańców.